# Липский, Патрик
Патрик Липский (пол. Patryk Lipski; родился 12 июня 1994 года в Щецине, Польша) — польский футболист, полузащитник клуба «Лехия».

## Клубная карьера
Липский — воспитанник клуба «Рух» из Хожува. 9 ноября 2014 года в матче против «Ягеллонии» он дебютировал в польской Экстраклассе. 10 августа 2015 года в поединке против «Подбескидзе» Патрик забил свой первый гол за «Рух». В марте 2016 года Липский активно интересовался казанский «Рубин», но переход не состоялся. В мае 2017 года контракт Патрика с «Рухом» истёк и он стал свободным агентом.
Летом того же года Липский подписал соглашение с «Лехией». 14 августа в матче против «Погони» он дебютировал за новый клуб.

## Международная карьера
В 2017 году в составе молодёжной сборной Польши Липский принял участие в домашнем молодёжном чемпионате Европы. На турнире он сыграл в матчах против команд Словакии, Швеции и Англии. В поединке против словаков Патрик забил гол.